# Pfarrkirche Gettsdorf

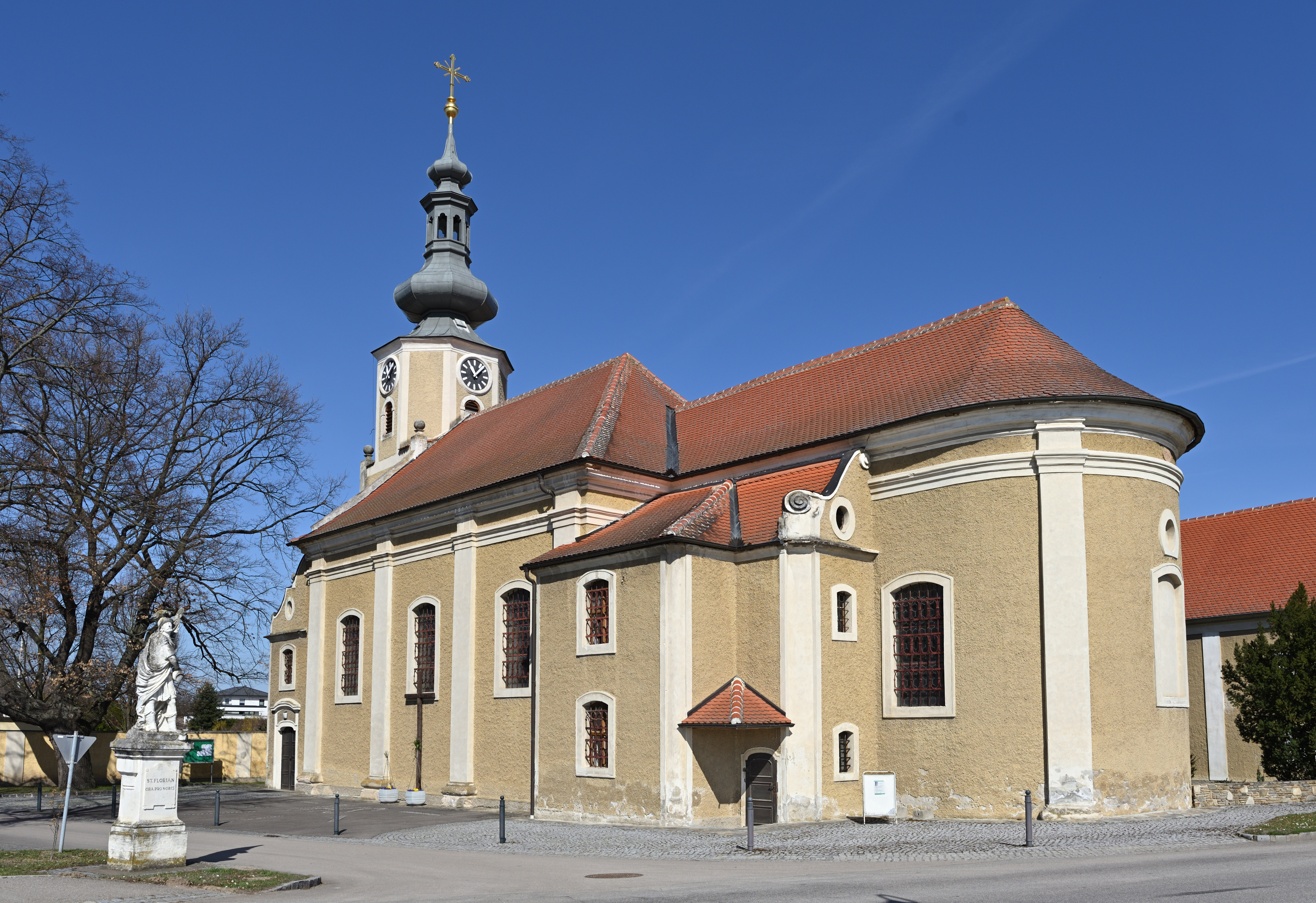
Katholische Pfarrkirche hl. Valentin in Gettsdorf

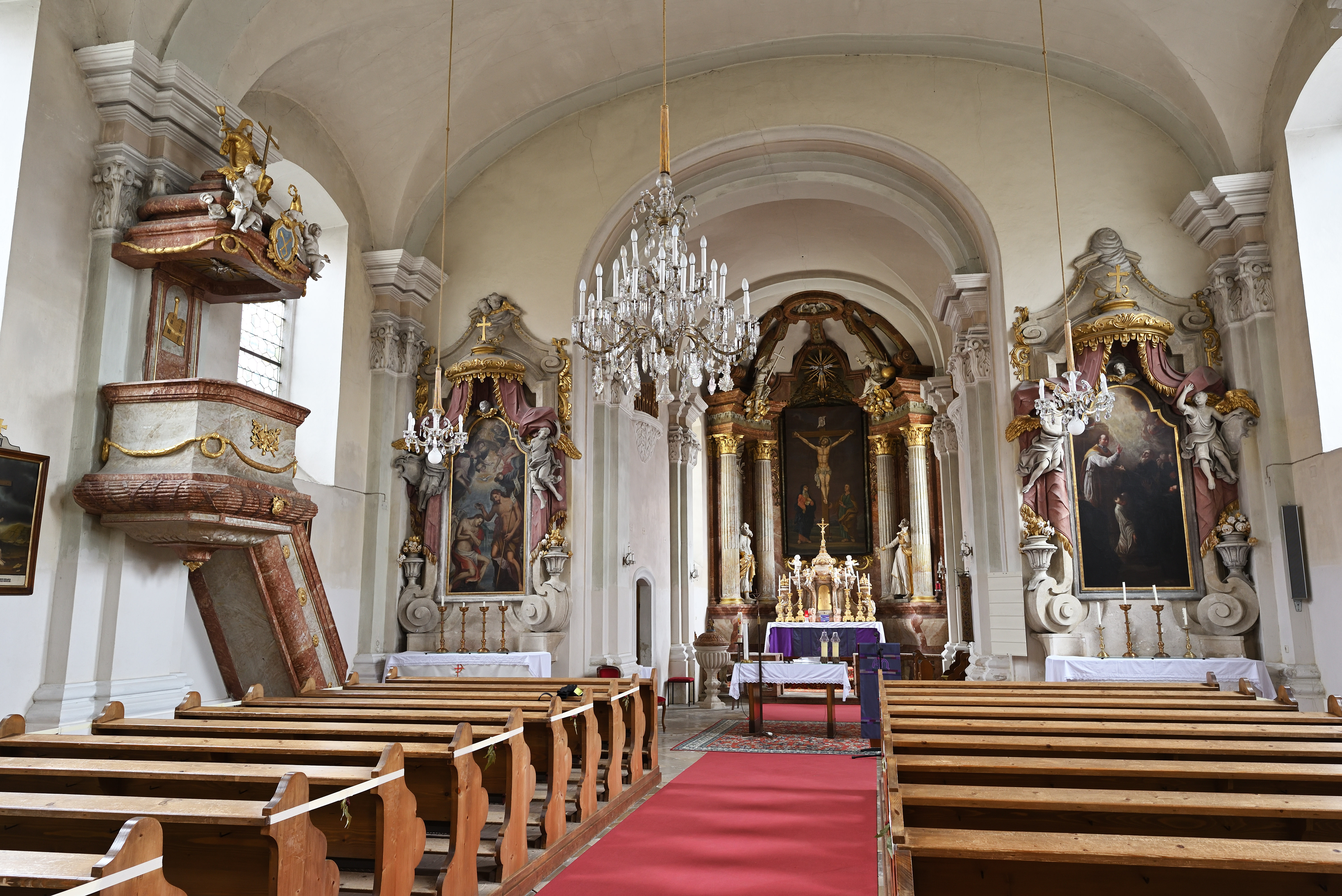
Langhaus, Blick zum Chor

Die römisch-katholische Pfarrkirche Gettsdorf steht an der Nordseite des Angers in der Ortschaft Gettsdorf in der Marktgemeinde Ziersdorf im Bezirk Hollabrunn in Niederösterreich. Die dem Patrozinium hl. Valentin unterstellte Pfarrkirche gehört zum Dekanat Großweikersdorf im Vikariat Unter dem Manhartsberg der Erzdiözese Wien. Die Malige Wehrkirche steht unter Denkmalschutz (Listeneintrag).

## Geschichte
Gettsdorf gehörte 1312 zur Pfarre Ravelsbach. 1339 ein Vikariat vom Stift Melk, wurde die Kirche 1651 zur Pfarrkirche erhoben.
Der gotische Westturm ist mit 1519 bezeichnet, das barocke Glockengeschoß mit Zwiebelhelm entstand von 1698 bis 1700. Unter Verwendung von Teilen des mittelalterlichen Vorgängerbaus wurde von 1739 bis 1741 nach den Plänen des Paters Anselm Steyrer die barocke Kirche erbaut. Die Kirche wurde 1869, 1900 und 1904 renoviert.

## Architektur
Das saalartige Langhaus ist mit einem einjochigen niedrigeren Chor mit einer rund geschlossenen Apsis abgeschlossen. Der mächtige Westturm ist großteils in zwei niedrige Vorhallen aus dem Anfang des 19. Jahrhunderts eingestellt. Der Turm hat in den zwei unteren Geschoßen gotische Schießschartenluken. Das barocke Obergeschoß ist achteckig und trägt einen Zwiebelhelm. Die barocke Fassade ist mit Pilastern, einem reich profiliertes verkröpftes umlaufenden Gebälk und Segmentbogenfenstern gegliedert. Die leicht vorspringenden Sakristeianbauten in den Chorecken und die anschließenden Treppenhäuschen mit geschweiften Giebeln sind Anbauten aus der zweiten Hälfte des 18. Jahrhunderts. Die schlichten Portale sind mit 1819 bezeichnet.
Das Langhaus ist mit einer segmentbogigen Stichkappentonne über Gurtbögen überwölbt. Sie ruhen auf zweifach vorgeblendeten korinthischen Pilastern und einem reich verkröpften Gebälk. Die halbjochige Westempore auf Pfeilern mit geschwungener Brüstung wurde im Anfang des 19. Jahrhunderts eingebaut. Der eingezogene halbrunde Triumphbogen entstand in der Mitte des 18. Jahrhunderts. Der im Kern mittelalterliche, eingezogene, einjochige Chor hat eine halbkreisförmige Apsis. Das barocke Stichkappengewölbe ruht auf einer Wandgliederung wie im Langhaus. Das Chorjoch hat beidseits barocke Oratorien auf flachen Konsolen mit Akanthusreliefierung. Beidseits im Chor sind barocke Sakristeitüren mit volutengestützten Türstützen zu den quadratischen Sakristeiräumen, nördlich gotisch mit einem Kreuzrippengewölbe aus dem 14. Jahrhundert, südlich barock kreuzgratgewölbt. Östlich der Sakristeiräume führen barock Anräume mit Spindeltreppen zu den Oratorien.

## Ausstattung
Der barocke Hochaltar aus der Mitte des 18. Jahrhunderts ist in die Apsisrundung eingefügt. Das Altarblatt des mit korinthischen Doppelsäulen ausgestatteten Altars ist eine Darstellung der Kreuzigungsgruppe mit Maria und Johannes. Flankiert wird es von Skulpturen der Heiligen Peter und Paul. Die beiden Figuren in der Apsiskalotte und die Taube des Heiligen Geists symbolisieren die Trinität. Die zwei gleichartigen barocken Seitenaltäre haben reichen Stuckdekor von Johann Michael Flor 1752.
Auf dem linken Altarblatt ist die Taufe Christi dargestellt, rechts der Tod des hl. Benedikt. Die barocke Kanzel ist mit vergoldeten Lorbeergirlanden dekoriert, auf dem Schalldeckel ist eine Skulpturengruppe mit Personifikationen der drei christlichen Tugenden –  Glaube, Hoffnung und Liebe –  postiert.
Die Kreuzwegbilder schuf der Maler Josef Oswald 1803.
Die Orgel baute Franz Ullmann 1873.
Vor der Nordseite der Kirche ist auf einem hohen Sockel eine barocke Skulptur des Hl. Florian aufgestellt, dargestellt als römischer Soldat mit gezogenem Schwert.